# 클라라 이소바
클라라 이소바(Klára Issová, 1979년 4월 26일 ~ )는 체코의 배우이다. 1997 체코 사자상 여우조연상 수상자이다.

## 출연 작품
- 모차르트: 프라하의 서곡 (2017)
- 킬링 지저스 (2015)
- 제 7기사단 (2015)
- 니키스 패밀리 (2011)
- 살아남은 삶 (2010)
- 나니아 연대기 - 캐스피언 왕자 (2008)
- 그랜드호텔 (2006)
- 거짓의 법칙 (2006)
- 엔젤 오브 더 로드 (2005)
- 내 남자친구는 왕자님 (2004)
- 모스트 (2003)
- 듄의 후예들 (2003)
- 래츠 (2001)
- 안네 프랑크 (2001)
- 엔젤역 출구 (2000)
- 언 앰비규어스 리포트 어바웃 디 엔드 오브 더 월드 (1997)